# Fondation Hartung-Bergman
Die Fondation Hartung-Bergman ist eine Stiftung sowie der Name eines kleinen Museums für zeitgenössische Kunst in Antibes, Frankreich. Ausgestellt werden  Arbeiten des Künstlerehepaares Hans Hartung und Anna-Eva Bergman.
Die Stiftung wurde 1994, vier Jahre nach dem Tod Hartungs, gegründet mit dem Ziel, das Erbe in ihrem Sinn fortzuführen. Sitz ist das Wohnhaus mit Ateliers des Künstlerehepaares im südfranzösischen Antibes. Es sind Gastwohnungen für junge Stipendiaten vorhanden, die hier Aspekte des Künstlerschaffens studieren können. Im „Tresor“, dem früheren Wohnraum der Villa, lagern die Graphiken des Nachlasses. Das Anwesen ist gekennzeichnet durch die sorgfältige, behutsame und qualitätvolle Renovation der Architektur und der Werke im Sinne des Stifterehepaares.

## Geschichte der Villa
Nach Entbehrungen, Abenteuer und Erfolgen baute der Maler Hartung diese Villa in Südfrankreich zum Wohnen und Arbeiten. Anfang der Sechziger erwarben die Hartungs das zwei Hektar große Areal, um darauf ein Wohnhaus und zwei Ateliers zu bauen.
Hartung zeichnete die Pläne und fertigte ein Modell. Er orientierte sich nach eigenen Worten an der Architektur von Menorca. „Das ideale Haus für mich ist ein weißer Würfel mit klaren Linien, wie die Häuser der spanischen Fischer auf der Insel Menorca. Die Fenster sind meine Bilder. Durch sie zeichnet sich eine unbewegliche Landschaft ab, doch mit einem ständig sich wandelnden Himmel, der durch die silbernen Blätter der Olivenbäume schimmert“.
Hartung bewohnte das Haus mit seiner Ehefrau, der norwegischen Malerin und Grafikerin Anna-Eva-Bergmann. Sein künstlerisches Schaffen dokumentiert die Fondation eindringlich, so z. B. mit dem fünf Meter langen Acrylbild im Atelier mit dem Titel: Energien, die das Universum beherrschen, entstanden in seinem Todesjahr 1989, oder einem Gemälde mit wenigen farbigen „Flecken“ und skizzenhaften schwarzen Strichen aus dem Jahr 1936.